# Chužir
Chužir (in russo Хужир?; in buriato Хужар, Hužar) è un insediamento di tipo urbano della Russia, situato nell'isola di Ol'chon, la più grande (nonché l'unica abitata) isola del lago Bajkal, della quale rappresenta il maggior centro abitato.

## Economia
L'occupazione principale della popolazione è la pesca, è altresì presente un impianto di trattamento del pesce (risalente ai tempi dell'URSS) che però necessita di forti investimenti o addirittura di essere ricostruito.
Negli ultimi anni, grazie all'attrazione esercitata dal lago Bajkal, si è sviluppato anche il turismo dovuto soprattutto alla sacralità dell'area nota un tempo come culla dello sciamanesimo siberiano. Oggi è ancora possibile, soprattutto durante il periodo estivo, osservare dei riti nell'area prospiciente le  misteriose rocce dello sciamano.

## Clima[6]
| Mese               | Mesi | Mesi | Mesi | Mesi | Mesi | Mesi | Mesi | Mesi | Mesi | Mesi | Mesi | Mesi | Stagioni | Stagioni | Stagioni | Stagioni | Anno |
| Mese               | Gen  | Feb  | Mar  | Apr  | Mag  | Giu  | Lug  | Ago  | Set  | Ott  | Nov  | Dic  | Inv      | Pri      | Est      | Aut      | Anno |
| ------------------ | ---- | ---- | ---- | ---- | ---- | ---- | ---- | ---- | ---- | ---- | ---- | ---- | -------- | -------- | -------- | -------- | ---- |
| T. max. media (°C) | −16  | −12  | −3   | 8    | 13   | 20   | 22   | 20   | 14   | 5    | −6   | −11  | −13      | 6        | 20,7     | 4,3      | 4,5  |
| T. min. media (°C) | −26  | −25  | −16  | −2   | 1    | 7    | 10   | 9    | 2    | −6   | −16  | −15  | −22      | −5,7     | 8,7      | −6,7     | −6,4 |